# タイハク
タイハク（太白、学名：Cerasus Sato-zakura Group ‘Taihaku’ Ingram）はバラ科サクラ属のサクラ。日本固有種のオオシマザクラを基に生まれた日本原産の栽培品種のサトザクラ群のひとつ。

## 特徴
樹高は高木、樹形は盃状。一重咲きで、ヤマザクラの1片15mmやオオシマザクラの1片20mmより大きい、1片25mmというサクラの中では最大級の花弁を持ち、5cm以上の大輪の花を咲かせ、花弁の色は白色。東京の花期は4月中旬。遺伝子解析の結果、タイハクは日本固有種のオオシマザクラを基に、同じく日本固有種のヤマザクラと交雑して誕生したことが確認されている。

## 再発見までの経緯
タイハクは日本原産のサクラであるが、一時的に日本で失われてイギリスから逆輸入することで日本で復活したサクラである。1926年（大正15年/昭和元年）、東洋のサクラを収集していたイギリス人の園芸家のコリングウッド・イングラムが来日し、日本のサクラの栽培品種を見学したところ、自邸の庭で栽培していた一部の日本産のサクラを見つけることができなかった。
1930年（昭和5年）、イングラムが船津静作が所蔵する古い桜の絵図を見せてもらったところ、この自邸の庭で栽培していたサクラが、以前は京都で栽培されていたが日本では失われてしまったサクラである事が判明した。そこで1932年(昭和7年)にこのイングラムの自邸の庭のサクラが香山益彦を通じて日本に里帰りし、佐野藤右衛門により接ぎ木で増殖され、改めて鷹司信輔によりタイハク（太白）と命名されたのである。
19世紀後半の幕末から明治時代に欧米人が来日するようになると、フゲンゾウやウコンなどの多くのサクラの栽培品種が海外に持ち出されたことから、タイハクも同時期にイギリスに持ち出されたと考えられている。また明治時代の近代化により武家屋敷や神社仏閣や水路沿いの街路に植えられていた多くの栽培品種のサクラが伐採されたことから、タイハクも同時期に日本で一時的に失われていたと考えられている。一方、江戸時代以前の文献にコマツナギ（駒繋）やクルマドメ（車駐）と命名された栽培品種があり、現代の遺伝子解析により現存するコマツナギの木とタイハクが同一のクローンであると確認されている事から、日本でもタイハクが絶滅せずにコマツナギの別名で残っていたという説もあったが、江戸時代の文献に記録されているコマツナギはタイハクと形態が明らかに違うため、栽培されている長期間のうちに両者が混同されたと考えられている。
なお、タイハクのようにイギリスから日本に里帰りして日本で復活したサクラには、1866年にドイツ人のシーボルトが日本国外に持ち出していたホクサイがある。タイハクやホクサイは海外に持ち出されたことで絶滅を逃れたが、それ以外のカンザンなどの多くの古くからあるサクラの栽培品種は、明治時代に荒川堤に移植されたことで、その命脈を現在に繋ぐことができた。